# Heteronomie
Heteronomia (Heteronomy)  este un concept care se aplică unei ființe care trăiește în conformitate cu regulile care ii sunt impuse, și care, în cazul ființei umane, sunt acceptate de aceasta împotriva propriei sale voințe sau acceptate cu un anumit grad de indiferență.
Heteronomia este însușirea de a se supune unei legi venite din exterior, străine fenomenului respectiv.
Conform lui Cornelius Castoriadis, se distinge domeniul heteronomie (supunere inevitabilă a individului la mediul socio-politic sau socio-religios ce îl înconjoară, ceea ce implică pierderea libertății sale morale), de domeniul autonomie (capacitatea de a-și stabili singur propriile legi sau reguli). Pe de altă parte, Kant evită să-și observe propria condiție morală ca pe un spațiu unde se stabilesc supunerile la reguli, respectul față de puterile politico-sociale stabilite și conformitatea cu exigențele rațiunii, deoarece acesta susține că raționamentul moral (pe care îl califica drept practică), nu este definită sau stabilită de politica (domeniu prin excelență al heteronomiei), ci prin intermediul conceptului libertate.
În acord cu filozofia lui Kant, voința poate fi determinată de două principii: motivația sau înclinația. De aceea, atunci când motivația este cea care conduce modul de acțiune al voinței, se spune despre aceasta formă de voință, că este autonomă, iar atunci când înclinația, poftele sensibile ale omului, este ceea ce, practic, determină comportamentul propriei voințe, atunci vorbim despre o voință heteronomă.